# 索尼阿利伯爾
索尼阿利伯爾（法語：Soni Ali Ber），是馬里的城鎮，位於該國東部，由加奧區的加奧省負責管轄，面積983平方公里，海拔高度228米，2009年人口44,099，人口密度每平方公里45人。